# Óstraco de Pontós
El óstraco de Pontós es un óstraco que lleva una inscripción en signario ibérico nororiental y en lengua ibérica. Fue hallado en 1976 en el poblado ibérico de Mas Castellar cercano a Pontós, provincia de Gerona (no confundir con el yacimiento íbero de Puig Castellar próximo a Barcelona).

## Descripción
Se trata de un fragmento de ánfora ibérica recortado en forma circular de unos 7 cm de diámetro que fue hallado en el yacimiento de Puig Castellar de Pontós en la campaña de excavaciones de 1976 junto con otras piezas similares pero anepigráficas. La consideración de este fragmento como óstraco está fuera de duda, dado que está grabado con un punzón en la cara cóncava, es decir en la cara interior del ánfora, prueba evidente de que fue inscrito después de la rotura de la vasija, y el carácter de la inscripción no se refiere a las características del ánfora ni de su contenido. Otra prueba de que la inscripción fue posterior a la rotura es el encaje perfecto de los signos dentro del espacio circular del fragmento, lo que indica, además, que el epígrafe es completo o casi completo, pues la primera letra se ha deteriorado por erosión posterior. Según una de las investigadoras de la excavación, A. Martin, su contexto arqueológico permite una datación en el siglo siglo III a. C., aunque según Maluquer (1976) podría ser de finales del IV a. C.

## Inscripción
El texto consta de 33 signos repartidos en 4 líneas de escritura.
Las lecturas propuestas del texto son las siguientes:
- gulgitibaś / alauàs su dukein / biuàtileis / belotikeàei (Maluquer 1976)
- kulkitibaś / alauàs su tukein / biuàtileis / belotikeàei ( Velaza 1991)
- -]* lkitibaś / lauásu tuBin / aluátileis / alotikeàei (Untermann 1990)
- belkitibaś / alauàs su tuBin / lútileis / bilotikeàei (Panosa 2002)
- se]lkitibaś / lauàsu tu*in / aluàtileis / alotikeàei (Rodríguez Ramos 2005)
- (?). L. GI. DI. BA. TX/AL A. Uno. R. TZ.U. DU. IN / AURDI.L. E. IZ/BE.L. O.DI. GE. RR.E. Y (Ruiz y Solanes 2005)

Las principales dudas con respecto a la lectura de la inscripción son las siguientes:
- El primer signo de la primera línea es leído ku por Maluquer y Velaza, be por Panosa y e por Rodríguez Ramos. Untermann y Ruiz y Solanes no lo transcriben. Para Rodríguez Ramos y Untermann habría un signo anterior perdido, que Rodríguez Ramos reconstruye como un signo s, hipótesis considerada también por Untermann.
- Aunque todos los investigadores coinciden en que es un signo a, el primer signo de la segunda línea según las lecturas de Maluquer, Velaza, Panosa y Ruiz y Solanes, sería el primer signo de la tercera línea según las lecturas de Untermann y Rodríguez Ramos.
- El primer signo de la tercera línea según las lecturas de Maluquer, Velaza, Panosa y Ruiz y Solanes, o el segundo signo de la tercera línea según las lecturas de Untermann y Rodríguez Ramos, sería un signo bi para Maluquer y Velaza, un signo l por Untermann, Rodríguez Ramos y Panosa y un signo a por Ruiz y Solanes.
- El segundo signo del segundo segmento de la segunda línea es un signo en forma de B que Untermann, Panosa y Rodríguez no transcriben (* o B) porque no le identifican con ninguno de los signos del signario ibérico. Para Maluquer y Velaza podría ser una variante del signo ke . Ruiz y Solanes propone no considerarlo en tanto que error caligráfico.
- El primero de la cuarta línea es interpretado por Maluquer, Velaza y Ruiz y Solanes como un signo be, por Untermann y Rodríguez Ramos como un signo a y por Panosa como un signo bi .

### Interpretación
La opinión académica mayoritaria es la expresada por Untermann y Panosa que opinan que podría tratarse de una lista de nombres de personas con desconocida funcionalidad.